# 塞爾希伊夫卡 (大萊佩蒂哈市鎮)
47°16′8″N 34°0′1″E / 47.26889°N 34.00028°E
塞爾希伊夫卡（羅馬化：Serhiivka）是位於烏克蘭南部的村莊，由赫爾松州卡霍夫卡區的大萊佩蒂哈市鎮負責管轄。該村始建於1790年，面積0.3平方公里，海拔高度53米，2001年人口28，人口密度每平方公里93.3人。